# 寶石棘影水熊蟲
寶石棘影水熊蟲（學名：Echiniscus gemmatus），為棘影熊蟲科棘影熊蟲屬的一種，在2019年於澳門望廈山市政公園發現。它是澳門首次發現，也是少數在城市中發現的水熊蟲新物種。

## 發現
來自澳門的國立臺灣師範大學生命科學系碩士班學生梁頴儀，在澳門望廈山市政公園採集地衣時發現該水熊蟲，並透過DNA測序、形態測量與分析粒線體DNA確定其為新種。

## 形態特徵
寶石棘影水熊蟲為橘色，體表具有不規則孔洞和短棘。其種小名gemmatus為「鑲嵌寶石」之意，指稱其形態。